# Elsa Valentin

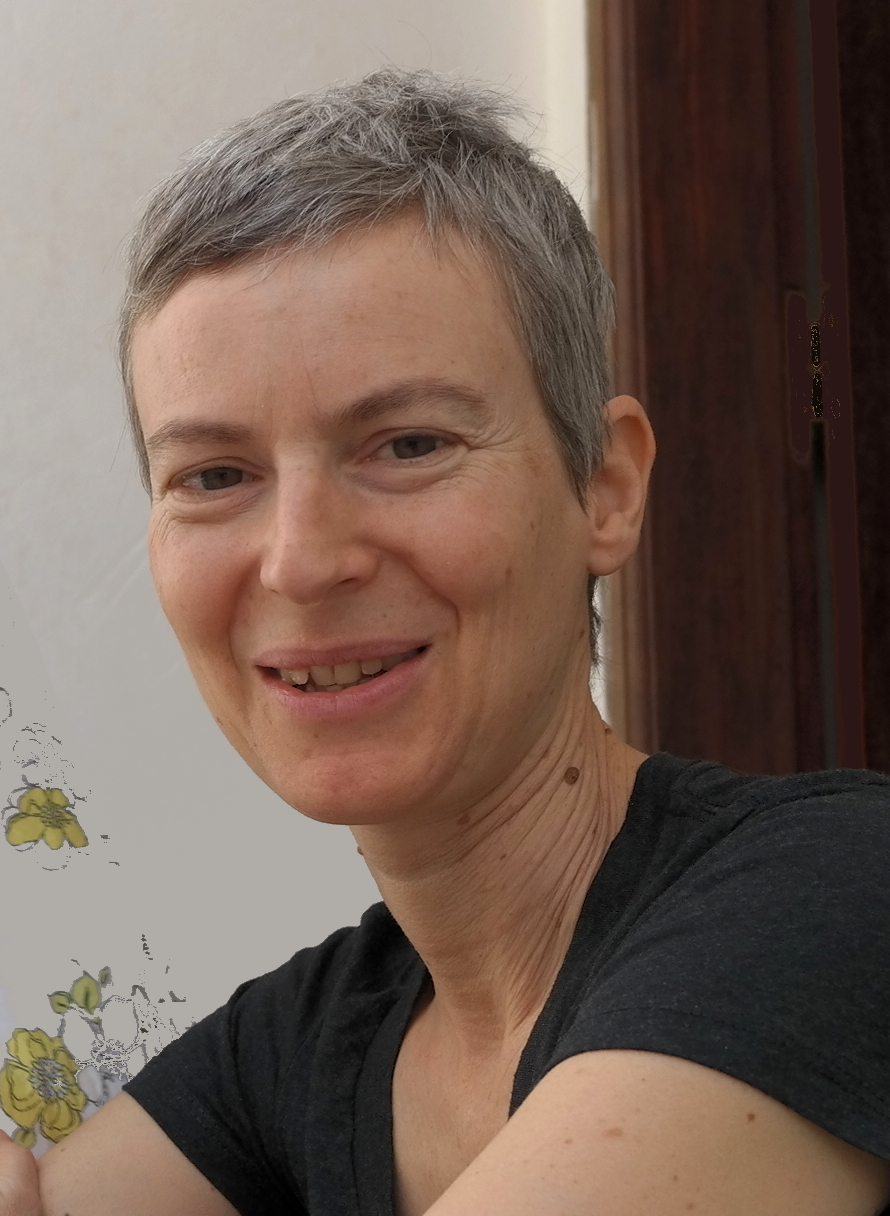
Elsa Valentin en 2023

Elsa Valentin est une autrice française née le 15 juin 1976, qui écrit principalement des albums et des livres-audios pour la jeunesse.

## Biographie
Elsa Valentin naît en 1976 en Isère. Après une maîtrise de lettres modernes à l'Université Stendhal de Grenoble, elle devient professeure des écoles et exerce ce métier dans les Hautes-Alpes puis, de 2003 à 2005, à Praia au Cap-Vert.
De retour en France, tout en continuant à enseigner, elle écrit son premier album jeunesse, Bou et les 3 Zours, illustré par Ilya Green, publié en 2008 par L'Atelier du poisson soluble. Il s'agit d'une version détournée du conte de Boucle d'or et les Trois Ours écrite dans un langage inventé,. En 2015, Bou et les 3 zours est classé quatrième livre jeunesse préféré des bibliothécaires français par la Fédération internationale des associations et institutions de bibliothèques (IFLA) dans la deuxième éditions de The World through Picture Books.
À partir de 2017, elle se consacre entièrement à l'écriture.
Sa pièce de théâtre tout public Après la frontière, écrite lors d'une résidence de création à l'Institut mémoires de l'édition contemporaine de Caen en 2018, et dont l'action se déroule au Col de l'Échelle, a été jouée par la Compagnie La Vache Bleue de Lille au festival des Minuscules à Villeneuve d'Ascq en juin 2019 puis dans les Hautes-Alpes en février 2020.
En 2020, elle publie son premier album plurilingue Chaprouchka coédité par Syros et l'association DULALA, et illustré par Florie Saint-Val,.
Depuis mai 2024, elle est la marraine de la Chaire "Raconter des histoires pour grandir ensemble" du Pôle ligérien d'études sur l'Enfance-Jeunesse, dirigée par Isabelle Audras.

## Œuvre

### Roman jeunesse
- Sola, éditions du Larzac, 2025.

### Albums illustrés
- Bou et les 3 zours, illustration Ilya Green, L’Atelier du Poisson soluble, 2008.
- Derrière le mur, illustration Isabelle Carrier, Alice éditions, 2010.
- La Déjeunite de Madame Mouche et autres tracas pour lesquels elle consulta le docteur Lapin-Wicott, illustration Fabienne Cinquin, L’Atelier du Poisson soluble, 2013.
- Le garçon qui voulait se déguiser en reine, illustration Sandra Desmazières, L’Initiale, 2014.
- Les trésors d’Elinor, photographie Amandine Cau, L’Initiale, 2015.
- Ours et Gouttes, illustration Ilya Green, Didier Jeunesse, 2015.
- A la mode de chez Lou, illustration Lydie Sabourin, éditions du Larzac, 2017.
- Zette et Zotte à l'uzine, illustration Fabienne Cinquin, L’Atelier du Poisson soluble, 2018.
- Mina en juin, illustration Lydie Sabourin, Beurre Salé, 2018.
- Contes d’Afrique de l’ouest, album illustré, Les enfants qui sèment, 2019.
- Chaprouchka, illustration Florie Saint-Val, co-édition Syros et Dulala, 2020.
- Gallinella, petite poule rossa, illustration Florie Saint-Val, co-édition Syros et Dulala, 2021.
- Tourne la Terre, illustration Pascale Moutte-Baur, l'Initiale, 2022[11].
- Poème sucré de mon enfance, co-auteur Assam Mohammed, illustration Frédéric Hainaut, Le Port a jauni, 2022[12].
- Imad et les abricots, illustration Pascale Moutte-Baur (trad. Giulia Lo Re et Francine Christin), Au bord du vent, 2022[13].
- Le Baume de mon Grand-père, co-auteur Alzbeer Suliman, illustration Frédéric Hainaut, Le Port a jauni, 2025[14]

### Livres-audio
- Bou et les 3 zours, éditions Trois Petits Points, 2017[15].
- Contes d’Afrique de l’ouest, éditions Trois Petits Points, 2018.
- Le fabuleux voyage d'Aminta Polka, voix et musique Amandine Thiriet, éditions Trois Petits Points, 2018[16].
- Droits de l’enfant, Chaud devant, éditions Trois Petits Points, 2020[17].
- Patafloc et Patacrac, musique Jean Lucas, éditions Trois Petits Points, 2021[18],[19].
- Jazzier des émotions, musique Jean Lucas, illustrations Bertrand Dubois, éditions Trois Petits Points, 2022[20].
- Tartines de peur salée, musique Julie Chevalier, 2023.
- Bibabop et Bidouwa, musique Jean Lucas, éditions Trois Petits Points, 2024.

### Histoires parues dans la presse jeunesse
- Les Trois petits chonchons, magazine Pomme d'Api no 669 de novembre 2021[21].

## Prix et distinctions
- 2009 : Prix des enfants du Salon Régional du Livre pour la Jeunesse de Troyes pour Bou et les trois zours[22],[23].
- 2019 : Prix du public La Plume de Paon, catégorie jeunesse, pour Contes d'Afrique de l'Ouest[24].
- 2024 : Grand prix du livre-audio La Plume de Paon, catégorie jeunesse, pour Tartines de peur salée[25].
- 2024 : Prix du livre audio Lire dans le noir, catégorie jeunesse pour Tartines de peur salée[26].

## Adaptation de son œuvre au théâtre
- Bou et les 3 zours a été adapté au théâtre par la Compagnie les pieds bleus en 2010[27] (Mise en scène : Jacques Gouin, adaptation et jeu : Hélène Poussin, scénographie : Régis Dudé, musique : Céline Villalta, interprètes : Hélène Poussin, Céline Villalta) et a été adapté en théâtre d'ombre par la Compagnie Anorme en 2017 à Besançon[28](Création et interprétation musicale : Julien Prêtre, narration, théâtre d’ombre, danse : Estelle N’Gouah, création marionnette et décor : Réjane Béranger).
- Après la frontière a été montée par la Compagnie La Vache Bleue à Villeneuve d'Ascq en 2019.
- Le fabuleux voyage d'Aminta Polka a été adapté en spectacle musical par Amandine Thiriet en 2019 et par Laetitia Agraphioty en 2022[29].
- Jazzier des émotions a été adapté en spectacle musical par le TromBaBa Trio en 2022[30](mise en scène : Violaine-Marine Helmbold, voix, trombone : Jean Lucas, batterie : Frédéric Guérin, contrebasse : Philipp Klawitter).